# Brüder-Grimm-Schule (Calvörde)
Die Brüder-Grimm-Schule in Calvörde im Landkreis Börde, Sachsen-Anhalt, Deutschland, ist eine staatliche Schule. Das Hauptgebäude der Brüder-Grimm-Schule steht unter Denkmalschutz.

## Lage
Die Brüder-Grimm-Schule besteht aus mehreren Gebäuden. Das Hauptgebäude (Am Markt 7) steht auf dem Marktplatz, ein Nebengebäude befindet sich in der Neustadtstraße und die Sporthalle befindet sich an der Ohre.

## Schulgeschichte

### Von 1500 bis 1945

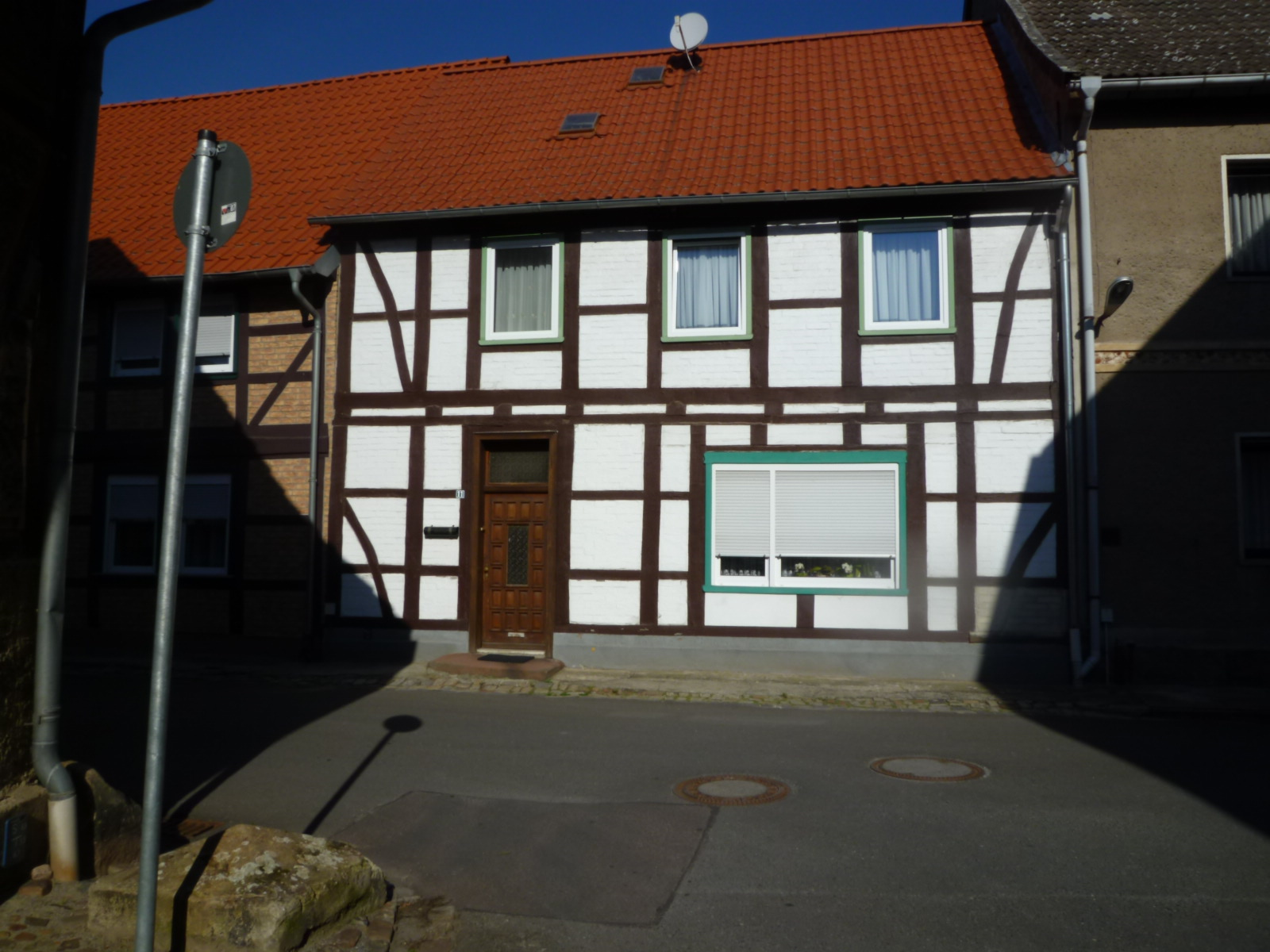
Erstes Schulgebäude in Calvörde, Hegstraße 11

Bis weit in die Neuzeit konnten die Bürger nicht nur in Calvörde weder lesen noch schreiben. Eine erste Schule in Calvörde wird im 16. Jahrhundert beschrieben. Diese Schule geht wahrscheinlich auf die Kirchenordnung des Herzogs Julius vom 1. Januar 1596 zurück. Das war damals eine „Küsterschule“, weil der Küster zugleich Lehrer war. Unterrichtet wurden Gebet, Katechismus, Lesen und Singen. Die Gartenstraße, damals Schulstraße genannt, führte direkt auf das Schulgebäude in der Hegstraße 11 zu. Nur Knaben durften die Schule besuchen. Die Einkünfte des Schulmeisters resultierten aus Ländereien, waren aber zeitweilig so schlecht, dass Einladungen zur Teilnahme an Familienfesten zu seiner Versorgung mit Nahrungsmitteln beigetragen haben. Nach dem Dreißigjährigen Krieg kam eine zweite Schule hinzu, eine Rektorschule. Die Anregung dazu ging von der Herzogswitwe Anna Sophie aus, die sich im Sommer öfter auf dem Schloss Calvörde aufhielt. Von ihr kam auch ein Teil der Dotation, der Rest aus verschiedenen Quellen, darunter freies Holz- und „Schulgeld“, woraus zu schließen ist, dass es eine Schule für Kinder der gehobenen Schicht war. Jetzt konnten die Schüler auch schreiben lernen. Der Lehrer der neuen Schule hieß Rektor und musste ein studierter Theologe sein. Später gab es nur noch eine Schule.
„Auch eine Schule in Calförde, die nicht mehr als den Rector und den Cantor hat“ schreibt Samuel Walther 1737.

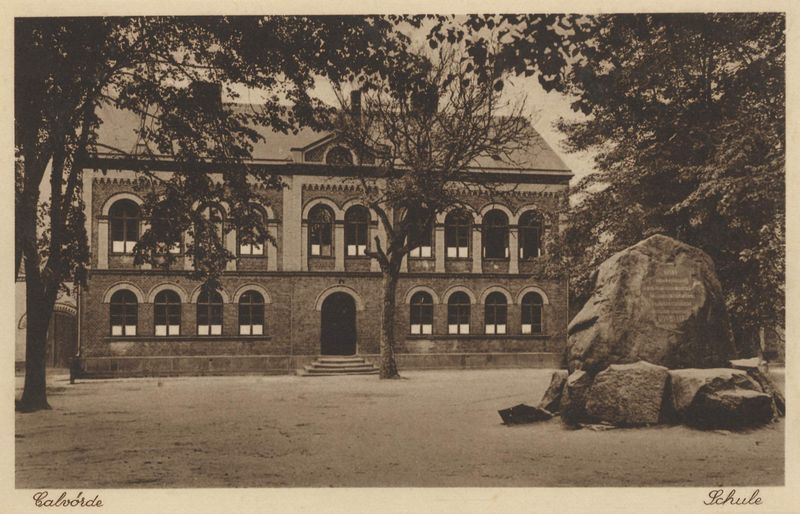
Hauptgebäude um 1900

Der Calvörder Pfarrer Friedrich Röver berichtete 1832 von einer Elementarklasse mit 180 Kindern, einer Rektor- oder Knabenschule mit 90 Knaben und einer Kantor- oder Töchterschule mit 90 Töchtern. Die Finanzierung der dreiklassigen Bürgerschule erfolgte bis 1873 im Wesentlichen durch das Schulgeld. Danach stieg der Zuschuss der Gemeinde rapide an. Aus der Bürgerschule wurde eine Grundschule. In den Jahren 1875/1876 wurde ein neues Schulhaus am jetzigen Standpunkt am Markt errichtet. Die Schule hieß nun Bürgerschule. Nach dem Ersten Weltkrieg kam in den zwanziger Jahren eine Mittelschule hinzu mit einem seitlichen Anbau an das Schulgebäude am Marktplatz (1936). Der Unterricht erfolgte in dem einheitlichen Gebäudekomplex, die Lehrer gingen durch den Haupteingang, die Schüler mussten den Nebeneingang des Neubaues benutzen.

### Von 1945 bis 1990
Nach dem Zweiten Weltkrieg gab es zunächst nur die Grundschule bis zur 8. Klasse mit Russischunterricht ab der 5. Klasse. Im Jahr 1955 erhielt Calvörde zusätzlich zur Grundschule wieder eine Mittelschule. Daraus wurde 1959 die Polytechnische Oberschule (POS). Die Schüler lernten bis zur 4. Klasse in der Grundschule, dann gingen sie von der 5. bis 8. Klasse zu Oberschule. Entweder blieben sie dort und machten nach der 10. Klasse einen Abschluss oder sie gingen zu einer Erweiterten Oberschule (EOS) und legten dort das Abitur ab. Im Jahr 1988 erhielt die Calvörder Schule den Namen „Brüder-Grimm-Schule“. Als Ergänzung zur Schule dienten die „Station junger Naturforscher und Techniker“ und die „Gesellschaft für Sport- und Technik“ (GST). Der Schulstandort in der DDR war das traditionelle Schulgebäude am Marktplatz mit einem Ergänzungsbau. Ein Internat und ab 1960 eine Sporthalle ergänzten das Schulwesen. Im Jahr 1985 kam auf dem Grundstück des ehemaligen „Schwarten Adler“ ein Nebengebäude der Schule am Marktplatz hinzu.

### Von 1990 bis heute
Im Jahr 1991 wurde die Polytechnische Oberschule umgewandelt. Die Unterstufe ging nach Wegenstedt. Die Oberstufe erhielt den Status einer Sekundarschule. Nach der 9. Klasse ist der Hauptschulabschluss möglich, nach der 10. Klasse der Realschulabschluss. Wer sich besonders gute Noten erarbeitet, erhält den erweiterten Realschulabschluss und kann auf ein Gymnasium wechseln. Im Jahr 1999 kam zum Schulkomplex der Brüder-Grimm-Schule eine Sporthalle hinzu. Eine Kleinsportanlage ergänzt seit 2007 den Sportbereich.
Umfangreiche Baumaßnahmen fanden 2009 (Außenfassade des Hauptgebäudes) und 2010 (Brandschutzeinrichtung) statt.